# Telipogon musaicus
Telipogon musaicus är en orkidéart som beskrevs av Heinrich Gustav Reichenbach. Telipogon musaicus ingår i släktet Telipogon och familjen orkidéer.
Artens utbredningsområde är Colombia. Inga underarter finns listade i Catalogue of Life.